# Tour of Qatar
Il Tour of Qatar (in italiano Giro del Qatar) era una corsa a tappe maschile di ciclismo su strada disputata dal 2002 al 2016 con cadenza annuale in Qatar. Dal 2005 al 2016 fece parte del circuito continentale UCI Asia Tour come gara di classe 2.HC (2.1 dal 2005 al 2011).
Organizzato dall'Amaury Sport Organisation, si svolgeva nella prima metà di febbraio, solitamente nell'arco di sei giorni.

## Storia e percorso
Organizzata da Amaury Sport Organisation, la prima edizione della corsa si svolse dal 21 al 25 gennaio 2002, con 119 partenti e un percorso di cinque tappe; la vittoria finale andò al tedesco Thorsten Wilhelms. Fino al 2004 la gara fu classificata 2.3, mentre nel 2005 entrò nel calendario dell'UCI Asia Tour come prova di classe 2.1. Nel 2012 venne "elevata" a prova di classe 2.HC.
La corsa negli anni seguenti si costituì sempre di cinque o sei tappe, solitamente perlopiù pianeggianti; dal 2007 al 2013 si caratterizzò per la presenza, tra le frazioni, di una cronometro a squadre, divenuta cronometro individuale a partire dall'edizione 2014 e corsa all'interno del circuito automobilistico di Losail.
L'edizione 2017, inizialmente prevista per la prima volta nel calendario dell'UCI World Tour, venne annullata a causa della mancanza di sponsor che finanziassero la corsa. Questa cancellazione ha portato alla chiusura della manifestazione.

## Albo d'oro
Aggiornato all'edizione 2016.
| Anno | Vincitore          | Secondo            | Terzo               |
| ---- | ------------------ | ------------------ | ------------------- |
| 2002 | Thorsten Wilhelms  | Damien Nazon       | Rudi Kemna          |
| 2003 | Alberto Loddo      | Olaf Pollack       | Ján Svorada         |
| 2004 | Robert Hunter      | Robbie McEwen      | Tom Boonen          |
| 2005 | Lars Michaelsen    | Matti Breschel     | Fabrizio Guidi      |
| 2006 | Tom Boonen         | Erik Zabel         | Aurélien Clerc      |
| 2007 | Wilfried Cretskens | Tom Boonen         | Steven de Jongh     |
| 2008 | Tom Boonen         | Steven de Jongh    | Greg Van Avermaet   |
| 2009 | Tom Boonen         | Heinrich Haussler  | Roger Hammond       |
| 2010 | Wouter Mol         | Geert Steurs       | Tom Boonen          |
| 2011 | Mark Renshaw       | Heinrich Haussler  | Daniele Bennati     |
| 2012 | Tom Boonen         | Tyler Farrar       | Juan Antonio Flecha |
| 2013 | Mark Cavendish     | Brent Bookwalter   | Taylor Phinney      |
| 2014 | Niki Terpstra      | Tom Boonen         | Jürgen Roelandts    |
| 2015 | Niki Terpstra      | Maciej Bodnar      | Alexander Kristoff  |
| 2016 | Mark Cavendish     | Alexander Kristoff | Greg Van Avermaet   |

### Altre classifiche
| Anno | Punti              | Giovani                  | Squadre                |
| ---- | ------------------ | ------------------------ | ---------------------- |
| 2002 | Thorsten Wilhelms  | Vladimir Smirnov         | Team Coast             |
| 2003 | Alberto Loddo      | Alberto Loddo            | Team CSC               |
| 2004 | Tom Boonen         | Tom Boonen               | Fassa Bortolo          |
| 2005 | Tom Boonen         | Matti Breschel           | Team CSC               |
| 2006 | Tom Boonen         | Matti Breschel           | Phonak Hearing Systems |
| 2007 | Tom Boonen         | Alexandre Pichot         | Quick Step             |
| 2008 | Tom Boonen         | Greg Van Avermaet        | Quick Step             |
| 2009 | Heinrich Haussler  | Heinrich Haussler        | Cervélo TestTeam       |
| 2010 | Heinrich Haussler  | Roger Kluge              | Cervélo TestTeam       |
| 2011 | Heinrich Haussler  | Nikolas Maes             | Team Garmin-Cervélo    |
| 2012 | Tom Boonen         | Ramūnas Navardauskas     | Omega Pharma-Quickstep |
| 2013 | Mark Cavendish     | Taylor Phinney           | BMC Racing Team        |
| 2014 | Tom Boonen         | Guillaume Van Keirsbulck | Omega Pharma-Quickstep |
| 2015 | Alexander Kristoff | Peter Sagan              | Etixx-Quick Step       |
| 2016 | Alexander Kristoff | Søren Kragh Andersen     | BMC Racing Team        |

## Statistiche

### Lista dei podi per nazione
| Pos. | Nazione       | Vincitore | Secondo | Terzo | Totale |
| ---- | ------------- | --------- | ------- | ----- | ------ |
| 1    | Belgio        | 5         | 3       | 5     | 13     |
| 2    | Paesi Bassi   | 3         | 1       | 2     | 6      |
| 3    | Gran Bretagna | 2         | 0       | 1     | 3      |
| 4    | Germania      | 1         | 3       | 0     | 4      |
| 5    | Australia     | 1         | 2       | 0     | 3      |
| 6    | Danimarca     | 1         | 1       | 0     | 2      |
| 7    | Italia        | 1         | 0       | 2     | 3      |
| 8    | Sudafrica     | 1         | 0       | 0     | 1      |
| 9    | Stati Uniti   | 0         | 2       | 1     | 3      |
| 10   | Norvegia      | 0         | 1       | 1     | 2      |
| 11   | Francia       | 0         | 1       | 0     | 1      |
| 11   | Polonia       | 0         | 1       | 0     | 1      |
| 13   | Rep. Ceca     | 0         | 0       | 1     | 1      |
| 13   | Svizzera      | 0         | 0       | 1     | 1      |
| 13   | Spagna        | 0         | 0       | 1     | 1      |

### Vincitori di tappe
| Pos. | Corridore          | Nazione       | Numero tappe |
| ---- | ------------------ | ------------- | ------------ |
| 1    | Tom Boonen         | Belgio        | 22           |
| 2    | Mark Cavendish     | Gran Bretagna | 9            |
| 3    | Alexander Kristoff | Norvegia      | 6            |
| 4    | Alberto Loddo      | Italia        | 3            |
| 5    | Francesco Chicchi  | Italia        | 2            |
| 5    | Robert Hunter      | Sudafrica     | 2            |
| 5    | Thorsten Wilhelms  | Germania      | 2            |
| 5    | Heinrich Haussler  | Australia     | 2            |
| 5    | Arnaud Démare      | Francia       | 2            |
| 5    | Niki Terpstra      | Paesi Bassi   | 2            |

### Giorni in maglia di leader
| Pos. | Corridore            | Nazione       | Giorni da leader (vittorie finali) |
| ---- | -------------------- | ------------- | ---------------------------------- |
| 1    | Tom Boonen           | Belgio        | 28 (4)                             |
| 2    | Niki Terpstra        | Paesi Bassi   | 10 (2)                             |
| 3    | Mark Cavendish       | Gran Bretagna | 7 (2)                              |
| 4    | Alberto Loddo        | Italia        | 5 (1)                              |
| 4    | Wouter Mol           | Paesi Bassi   | 5 (1)                              |
| 6    | Lars Michaelsen      | Danimarca     | 3 (1)                              |
| 6    | Robert Hunter        | Sudafrica     | 3 (1)                              |
| 6    | Brent Bookwalter     | Stati Uniti   | 3                                  |
| 9    | Mark Renshaw         | Australia     | 2 (1)                              |
| 9    | Wilfried Cretskens   | Belgio        | 2 (1)                              |
| 9    | Edvald Boasson Hagen | Norvegia      | 2                                  |

### Altre statistiche
- Record di tappe in linea consecutive: 4, Mark Cavendish nel 2013
- Edizione con media oraria maggiore: 2003, vincitore Alberto Loddo, 52,262 km/h
- Edizione con media oraria minore: 2009, vincitore Tom Boonen, 32,240 km/h
- Tappa più lunga: 203,5 km, Sealine Beach Resort > Khalida Stadium, 3ª tappa del Tour of Qatar 2006
- Tappa più corta: 113,5 km, Sealine Beach Resort > Doha, 6ª tappa del Tour of Qatar 2014
- Minore scarto fra primo e secondo: 0", fra Alberto Loddo e Olaf Pollack, nel 2003
- Maggiore scarto fra primo e secondo: 2'09", fra Wilfried Cretskens e Tom Boonen, nel 2007